# زورق آلي

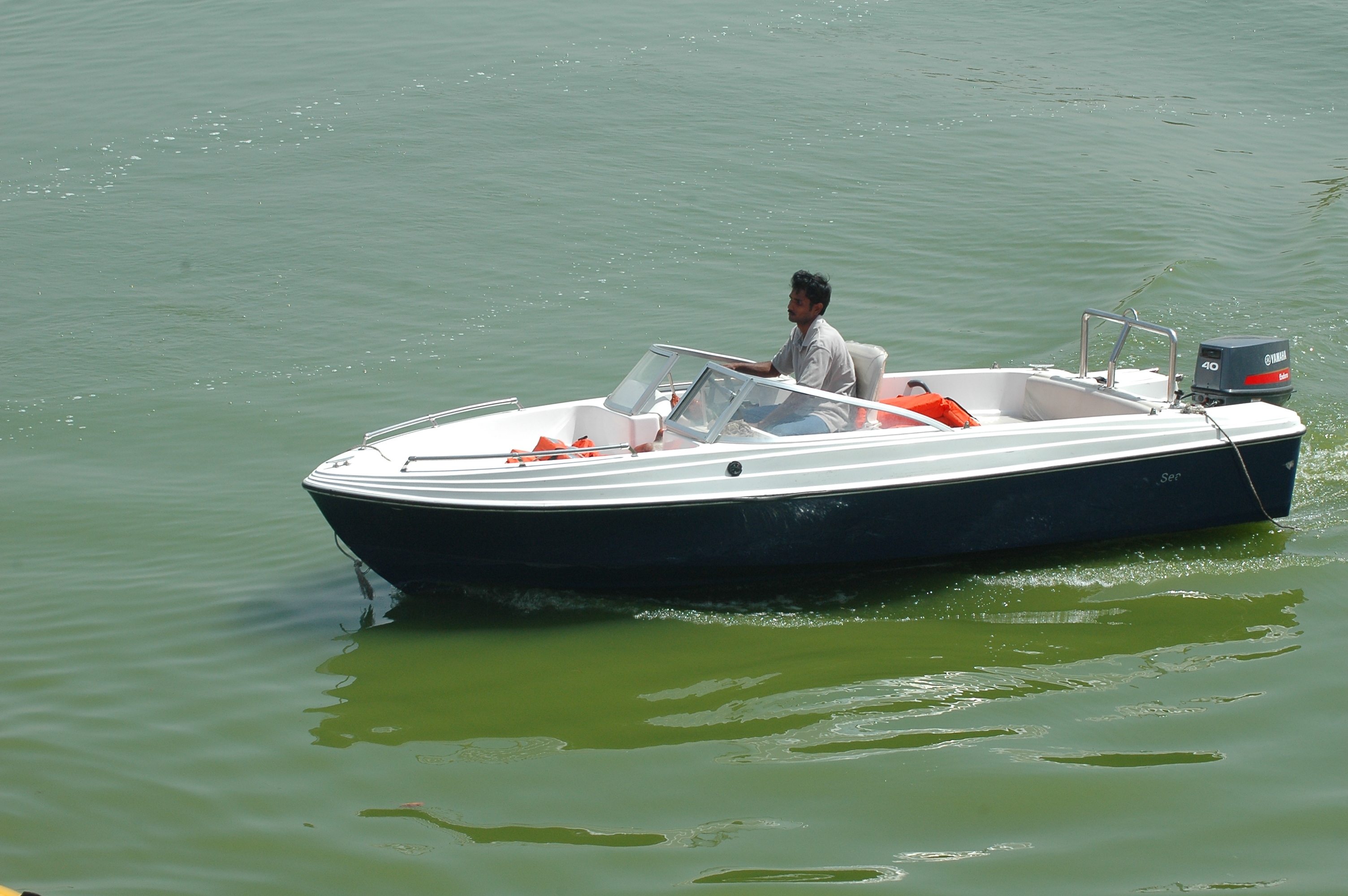
زورق بمحرك خارجي

الزورق الآلي هو قارب يُشغله محرك حصريًا.
بعض الزوارق مزودة بمحركات داخلية والبعض الآخر مزود بمحرك خارجي مثبت في الخلف يحوي محرك احتراق داخلي وعلبة نقل ومروحة دافعة في وحدة محمولة واحدة. بعض هذه الزوارق يحوي محركين داخليًا وخارجيًّا.